# Contrapoder
El contrapoder es una estructura que se erige frente al poder oficial en un Estado. La legalidad en la que se envuelve el Estado corresponde a la defensa de la institucionalidad específica y por ello la necesidad de analizar las distintas estrategias dependiendo de la situación específica de cada país o región. La situación en la que se da una pugna entre el poder oficial y un contrapoder se denomina poder dual.
El objetivo del contrapoder en la mayoría de los casos es detener acciones determinadas que afectan profundamente a la sociedad o a un sector y no programar alternativas al actual modelo imperante, aunque en determinados conflictos sea efectivamente ésta la razón de fondo en la estrategia.

## Contrapoder en las teorías de izquierda radical
El contrapoder es también una lectura sobre los movimientos sociales hecha principalmente desde el marxismo autonomista. Este le da una interpretación propia a la historia, llamado así por Michael Hardt y Antonio Negri en cuanto a la desintegración de la idea clásica del Estado-nación y la desfiguración misma de las instituciones sociales. Junto a esto, se expone la pérdida de calidad de vida de las clases medias y bajas, y la ilusión de estas de escalar socialmente a través del espectro del consumismo. Habrá tres componentes teóricos específicos; resistencia, insurrección y poder constituyente.
Por otro lado, la obra de John Holloway toma las ideas de Hardt y Negri, relativas a la idea de imperio y control total del poder, pero propone renunciar al mismo poder hegemónico. Plantea el contrapoder como un equilibrio necesario en la sociedad; más que eso, construir una lógica del antipoder que elimine las consecuencias históricas del uso y abuso del poder en la historia del hombre. Las luchas sociales en distintas regiones del planeta son ejemplos manifiestos de un contrapoder operando desde la misma sociedad mediante prácticas de resistencia en distintos puntos del planeta en los cuales la población se autoorganiza con el fin de resistir a los poderes establecidos. A pesar del alcance local de estas luchas, ellas constituyen una muestra de descontento creciente de la sociedad con un modelo socioeconómico que se expande y legitima sin contrapeso ideológico.